# Gabriel Amard
Gabriel Amard (ur. 5 maja 1967 w Juvisy-sur-Orge) – francuski polityk, publicysta i samorządowiec, jeden z liderów Partii Lewicy (PG) i Niepokornej Francji (LFI).

## Życiorys
W młodości dołączył do Partii Socjalistycznej, z jej ramienia obejmował szereg stanowisk w administracji lokalnej i regionalnej. Pełnił funkcję zastępcy mera Longjumeau (1989–1995), następnie do 2006 był merem Viry-Châtillon, pozostając później radnym tej miejscowości. W latach 2001–2008 zasiadał w radzie departamentu Essonne, zajmując przez pewien czas stanowisko jej wiceprzewodniczącego. Od 1998 do 2001 wchodził w skład rady regionu Île-de-France. Od 2004 do 2014 był przewodniczącym związku komunalnego Les Lacs de l'Essonne. W 2007 został dyrektorem Formateur des Collectivites, instytucji szkoleniowej dla urzędników. Zajął się również działalnością publicystyczną.
Bliski współpracownik Jeana-Luca Mélenchona (został też partnerem życiowym jego córki Maryline Mélenchon). Dołączył do powołanej przez niego Partii Lewicy, wchodząc w skład jej sekretariatu krajowego. Został też jednym z liderów ruchu politycznego LFI. W 2021 wybrany na radnego regonu Owernia-Rodan-Alpy.
W wyborach w 2022 z ramienia lewicowej koalicji uzyskał mandat posła do Zgromadzenia Narodowego (reelekcja w 2024).